# Prémios Emmy do Primetime de 2011
A 63.ª edição do Primetime Emmy Awards premiou os melhores programas de televisão no horário nobre dos Estados Unidos exibidos no período de 1.º de junho de 2010 até 31 de maio de 2011, conforme escolhido pela Academia de Artes e Ciências da Televisão. A cerimônia foi realizada no domingo, 18 de setembro de 2011 no Nokia Theatre, no centro de Los Angeles, Califórnia, e foi transmitida nos EUA pela Fox. A cerimônia foi apresentada por Jane Lynch. O Primetime Emmy Creative Arts foi realizado em 10 de setembro. As nomeações foram anunciadas em 14 de julho de 2011 por Melissa McCarthy e Joshua Jackson.

## Nomeados e vencedores

### Programas
| Melhor série dramática - Mad Men (AMC) - Boardwalk Empire (HBO) - Dexter (Showtime) - Friday Night Lights (The 101 Network/NBC) - Game of Thrones (HBO) - The Good Wife (CBS)                     | Melhor série de comédia - Modern Family (ABC) - 30 Rock (NBC) - The Big Bang Theory (CBS) - Glee (Fox) - The Office (NBC) - Parks and Recreation (NBC)                                                                                  |
| Melhor Minissérie ou Telefilme - Downton Abbey (PBS) - Cinema Verite (HBO) - The Kennedys (ReelzChannel) - Mildred Pierce (HBO) - The Pillars of the Earth (Starz) - Too Big to Fail (HBO)        | Melhor Programa de Variedades - The Daily Show with Jon Stewart (Comedy Central) - The Colbert Report (Comedy Central) - Conan (TBS) - Late Night with Jimmy Fallon (NBC) - Real Time with Bill Maher (HBO) - Saturday Night Live (NBC) |
| Melhor reality show de competição - The Amazing Race (CBS) - American Idol (Fox) - Dancing with the Stars (ABC) - Project Runway (Lifetime) - So You Think You Can Dance (Fox) - Top Chef (Bravo) | |

### Atuação

#### Atuação principal
| Melhor ator em série dramática - Kyle Chandler como Eric Taylor em Friday Night Lights (Episódio: "Always") (The 101 Network/NBC) - Steve Buscemi como Enoch "Nucky" em Boardwalk Empire (Episódio: "A Return to Normalcy") (HBO) - Michael C. Hall como Dexter Morgan em Dexter (Episódio: "Teenage Wasteland") (Showtime) - Jon Hamm como Don Draper em Mad Men (Episódio: "The Suitcase") (AMC) - Hugh Laurie como Gregory House em House, M.D. (Episódio: "After Hours") (Fox) - Timothy Olyphant como Raylan Givens em Justified (Episódio: "Reckoning") (FX) | Melhor atriz em série dramática - Julianna Margulies como Alicia Florrick em The Good Wife (Episódio: "In Sickness") (CBS) - Kathy Bates como Harriet "Harry" Korn em Harry's Law (Episódio: "Innocent Man") (NBC) - Connie Britton como Tami Taylor em Friday Night Lights (Episódio: "Always") (The 101 Network/NBC) - Mireille Enos como Sarah Linden em The Killing (Episódio: "Missing") (AMC) - Mariska Hargitay como Olivia Benson em Law & Order: Special Victims Unit (Episódio: "Rescue") (NBC) - Elisabeth Moss como Peggy Olson em Mad Men (Episódio: "The Suitcase") (AMC) |
| Melhor ator em série de comédia - Jim Parsons como Sheldon Cooper em The Big Bang Theory (Episódio: "The Agreement Dissection") (CBS) - Alec Baldwin como Jack Donaghy em 30 Rock (Episódio: "Respawn") (NBC) - Steve Carell como Michael Scott em The Office (Episódio: "Goodbye, Michael") (NBC) - Louis C.K. como Louie em Louie (Episódio: "Bully") (FX) - Johnny Galecki como Leonard Hofstadter em The Big Bang Theory (Episódio: "The Benefactor Factor") (CBS) - Matt LeBlanc como ele mesmo em Episodes (Episódio: "Episódio 107") (Showtime)             | Melhor atriz em série de comédia - Melissa McCarthy como Molly Flynn em Mike & Molly (Episódio: "First Date") (CBS) - Edie Falco como Jackie Peyton em Nurse Jackie (Episódio: "Rat Falls") (Showtime) - Tina Fey como Liz Lemon em 30 Rock (Episódio: "Double-Edged Sword") (NBC) - Laura Linney como Catherine "Cathy" Jamison em The Big C (Episódio: "Pilot") (Showtime) - Martha Plimpton como Virginia Chance em Raising Hope (Episódio: "Say Cheese") (Fox) - Amy Poehler como Leslie Knope em Parks and Recreation (Episódio: "Flu Season") (NBC)                               |
| Melhor ator em minissérie ou telefilme - Barry Pepper como Robert F. Kennedy em The Kennedys (ReelzChannel) - Idris Elba como John Luther em Luther (BBC One) - Laurence Fishburne como Thurgood Marshall em Thurgood (HBO) - William Hurt como Henry Paulson em Too Big to Fail (HBO) - Greg Kinnear como John F. Kennedy em The Kennedys (ReelzChannel) - Édgar Ramírez como Carlos, o Chacal em Carlos (SundanceTV) | Melhor atriz em minissérie ou telefilme - Kate Winslet como Mildred Pierce em Mildred Pierce (HBO) - Taraji P. Henson como Tiffany Rubin em Taken from Me: The Tiffany Rubin Story (Lifetime) - Diane Lane como Pat Loud em Cinema Verite (HBO) - Elizabeth McGovern como Cora Crawley em Downton Abbey (PBS) - Jean Marsh como Rose Buck em Upstairs, Downstairs (BBC) |

#### Atuação coadjuvante
| Melhor ator coadjuvante em série dramática - Peter Dinklage como Tyrion Lannister em Game of Thrones (Episódio: "Baelor") (HBO) - Andre Braugher como Owen Thoreau Jr. em Men of a Certain Age (Episódio: "Let the Sunshine In") (TNT) - Josh Charles como Will Gardner em The Good Wife (Episódio: "Closing Arguments") (CBS) - Alan Cumming como Eli Gold em The Good Wife (Episódio: "Silver Bullet") (CBS) - Walton Goggins como Boyd Crowder em Justified (Episódio: "The I of the Storm") (FX) - John Slattery como Roger Sterling em Mad Men (Episódio: "Hands and Knees") (AMC) | Melhor atriz coadjuvante em série dramática - Margo Martindale como Mags Bennett em Justified (Episódio: "Brothers Keeper") (FX) - Christine Baranski como Diane Lockhart em The Good Wife (Episódio: "Silver Bullet") (CBS) - Michelle Forbes como Mitch Larsen em The Killing (Episódio: "Pilot") (AMC) - Christina Hendricks como Joan Holloway em Mad Men (Episódio: "The Summer Man") (AMC) - Kelly Macdonald como Margaret Schroeder em Boardwalk Empire (Episódio: "Family Limitation") (HBO) - Archie Panjabi como Kalinda Sharma em The Good Wife (Episódio: "Getting Off") (CBS)                |
| Melhor ator coadjuvante em série de comédia - Ty Burrell como Phil Dunphy em Modern Family (Episódio: "Good Cop Bad Dog") (ABC) - Chris Colfer como Kurt Hummel em Glee (Episódio: "Grilled Cheesus") (FOX) - Jon Cryer como Alan Harper em Two and a Half Men (Episódio: "The Immortal Mr. Billy Joel") (CBS) - Ed O'Neill como Jay Pritchett em Modern Family (Episódio: "The Kiss") (ABC) - Eric Stonestreet como Cameron Tucker em Modern Family (Episódio: "Mother's Day") (ABC) - Jesse Tyler Ferguson como Mitchell Pritchett em Modern Family (Episódio: "Halloween") (ABC)     | Melhor atriz coadjuvante em série de comédia - Julie Bowen como Claire Dunphy em Modern Family (Episódio: "Strangers on a Treadmill") (ABC) - Jane Krakowski como Jenna Maroney em 30 Rock (Episódio: "Queen of Jordan") (NBC) - Jane Lynch como Sue Sylvester em Glee (Episódio: "Funeral") (FOX) - Sofía Vergara como Gloria Delgado-Pritchett em Modern Family (Episódio: "Slow Down Your Neighbors") (ABC) - Betty White como Elka Ostrovsky em Hot in Cleveland (Episódio: "Free Elka") (TV Land) - Kristen Wiig como várias personagens em Saturday Night Live (Episódio: "Host: Jane Lynch") (NBC) |
| Melhor ator coadjuvante em minissérie ou telefilme - Guy Pearce como Monty Beragon em Mildred Pierce (HBO) - Paul Giamatti como Ben Bernanke em Too Big to Fail (HBO) - Brian F. O'Byrne como Bert Pierce em Mildred Pierce (HBO) - Tom Wilkinson como Joseph P. Kennedy em The Kennedys (ReelzChannel) - James Woods como Dick Fuld em Too Big to Fail (HBO) | Melhor atriz coadjuvante em minissérie ou telefilme - Maggie Smith como Violet Crawley, Viúva Condessa de Grantham em Downton Abbey (PBS) - Eileen Atkins como Lady Maud Holland em Upstairs, Downstairs (PBS) - Melissa Leo como Lucy Gessler em Mildred Pierce (HBO) - Evan Rachel Wood como Veda Pierce em Mildred Pierce (HBO) - Mare Winningham como Ida Corwin em Mildred Pierce (HBO) |

### Direção
| Melhor direção em série de comédia - Michael Spiller por Modern Family (Episódio: "Halloween") (ABC) - Pamela Fryman por How I Met Your Mother (Episódio: "Subway Wars") (CBS) - Steven Levitan por Modern Family (Episódio: "See You Next Fall") (ABC) - Gail Mancuso por Modern Family (Episódio: "Slow Down Your Neighbors") (ABC) - Beth McCarthy-Miller por 30 Rock (Episódio: "Live Show") (NBC) | Melhor direção em série dramática - Martin Scorsese por Boardwalk Empire (Episódio: "Boardwalk Empire") (HBO) - Patty Jenkins por The Killing (Episódio: "Pilot") (AMC) - Neil Jordan por The Borgias (Episódios: "The Poisoned Chalice" e "The Assassin") (Showtime) - Jeremy Podeswa por Boardwalk Empire (Episódio: "Anastasia") (HBO) - Tim Van Patten por Game of Thrones (Episódio: "Winter Is Coming") (HBO) |
| Melhor direção em programa de variedades, musical ou comédia - Don Roy King por Saturday Night Live (NBC) - Jerry Foley por Late Show with David Letterman (CBS) - Gregg Gelfand por American Idol (Fox) - James Hoskinson por The Colbert Report (Comedy Central) - Chuck O'Neil por The Daily Show with Jon Stewart (Comedy Central)                                                                 | Melhor direção em minissérie, telefilme ou especial dramático - Brian Percival por Downton Abbey (PBS) - Olivier Assayas por Carlos (Sundance Channel) - Shari Springer Berman e Robert Pulcini por Cinema Verite (HBO) - Curtis Hanson por Too Big to Fail (HBO) - Todd Haynes por Mildred Pierce (HBO) |

### Roteiro
| Melhor roteiro em série de comédia - Steven Levitan e Jeffrey Richman por Modern Family (Episódio: "Caught in the Act") (ABC) - Louis C.K. por Louie (Episódio: "Poker/Divorce") (FX) - David Crane e Jeffrey Klarik por Episodes (Episódio: "Episódio Sete") (Showtime) - Greg Daniels por The Office (Episódio: "Goodbye, Michael") (NBC) - Matt Hubbard por 30 Rock (Episódio: "Reaganing") (NBC) | Melhor roteiro em série dramática - Jason Katims por Friday Night Lights (Episódio: "Always") (NBC) - David Benioff e D. B. Weiss por Game of Thrones (Episódio: "Baelor") (HBO) - Andre Jacquemetton e Maria Jacquemetton por Mad Men (Episódio: "Blowing Smoke") (AMC) - Veena Sud por The Killing (Episódio: "Pilot") (AMC) - Matthew Weiner por Mad Men (Episódio: "The Suitcase") (AMC) |
| Melhor roteiro em programa de variedades, musical ou comédia - The Daily Show with Jon Stewart (Comedy Central) - The Colbert Report (Comedy Central) - Conan (TBS) - Late Night with Jimmy Fallon (NBC) - Saturday Night Live (NBC) | Melhor roteiro em minissérie, telefilme ou especial dramático - Julian Fellowes por Downton Abbey (PBS) - Peter Gould por Too Big to Fail (HBO) - Todd Haynes e Jonathan Raymond por Mildred Pierce (HBO) - Steven Moffat por Sherlock: A Study in Pink (PBS) - Heidi Thomas por Upstairs, Downstairs (PBS)                                                                                  |

## Apresentadores
- Will Arnett[4]
- Drew Barrymore[5]
- Maria Bello[5]
- David Boreanaz[5]
- Scott Caan[6]
- Don Cheadle[7]
- Bryan Cranston[6]
- Jon Cryer[6]
- Kaley Cuoco[7]
- Claire Danes[6]
- Zooey Deschanel[4]
- Loretta Devine[5]
- Jimmy Fallon[5]
- Katie Holmes[5]
- Annie Ilonzeh[5]
- Minka Kelly[5]
- Jimmy Kimmel[5]
- Ashton Kutcher[4]
- Hugh Laurie[5]
- Rob Lowe[7]
- William H. Macy[5]
- Julianna Margulies[4]
- Melissa McCarthy[7]
- Paul McCrane[5]"
- Lea Michele[7]
- Jason O'Mara[6]
- Gwyneth Paltrow[5]
- Anna Paquin[5]
- Amy Poehler[4]
- Charlie Sheen[6]
- Ian Somerhalder[7]
- David Spade[5]
- Rachael Taylor[5]
- Anna Torv[5]
- Sofía Vergara[4]
- Kerry Washington[6]

## Maiores vencedores
- 5: Modern Family (ABC)
- 4: Downton Abbey (Masterpiece)
- 2: The Daily Show with Jon Stewart (Comedy Central), Friday Night Lights (NBC), Mildred Pierce (HBO),  Saturday Night Live (NBC), Futurama (Comedy Central)
- 1: The Amazing Race, The Big Bang Theory (CBS), Boardwalk Empire (HBO), A Child's Garden of Poetry (HBO), Deadliest Catch (Discovery Channel), Freedom Riders (-), Gasland (-), Game of Thrones (HBO), Glee (Fox), The Good Wife (CBS), Grey's Anatomy (ABC), Harry's Law (NBC), Justified (FX), The Kennedy Center Honors (CBS), The Kennedys (ReelzChannel), Mad Men (AMC), Mike & Molly (CBS), Sondheim (-), Survivor (CBS), Tony Award (-).

## Programas mais nomeados
- 21: Mildred Pierce (HBO)
- 19: Mad Men (AMC)
- 18: Boardwalk Empire (HBO)
- 17: Modern Family (ABC)
- 16: Saturday Night Live (NBC)
- 13: Game of Thrones (HBO), 30 Rock (NBC)
- 12: Glee (Fox)
- 11: Downton Abbey (PBS), Too Big to Fail (HBO)
- 9: Cinema Verite (HBO), The Good Wife (CBS), The Kennedys (ReelzChannel)
- 6: The Killing (AMC), Upstairs, Downstairs (BBC)
- 5: The Big Bang Theory (CBS), Dexter (Showtime), Lady Gaga Presents the Monster Ball Tour: At Madison Square Garden (HBO)
- 4: Friday Night Lights (The 101 Network/NBC), Justified (FX), The Office (NBC)
- 3: The Big C (Showtime), The Colbert Report (Comedy Central), The Daily Show with Jon Stewart (Comedy Central), Parks and Recreation (NBC), The Simpsons (Fox)
- 2: American Idol (Fox), Conan (TBS), Dancing with the Stars (ABC), Episodes (Showtime), Harry's Law (NBC), Late Night with Jimmy Fallon (NBC), Louie (FX), Raising Hope (Fox), So You Think You Can Dance (Fox), The Amazing Race (CBS), Wizards of Waverly Place (Disney Channel), Futurama (Comedy Central)